# Eupithecia craterias
Eupithecia craterias,là một loài bướm đêm thuộc họ Geometridae. Nó là loài đặc hữu của Hawaii.

## Phụ loài
There are two regognised subspecies:
- Eupithecia craterias craterias (Meyrick, 1899) (Oahu, Molokai, Maui)
- Eupithecia craterias ditrecta (Meyrick, 1899) (Hawaii)